# Тилау
Тилау (њем. Tülau) општина је у њемачкој савезној држави Доња Саксонија. Једно је од 41 општинског средишта округа Гифхорн. Према процјени из 2010. у општини је живјело 1.531 становника. Посједује регионалну шифру (AGS) 3151032.

## Географски и демографски подаци
Тилау се налази у савезној држави Доња Саксонија у округу Гифхорн. Општина се налази на надморској висини од 72 метра. Површина општине износи 23,5 km². У самом мјесту је, према процјени из 2010. године, живјело 1.531 становника. Просјечна густина становништва износи 65 становника/km².